# إلترومبوباغ
إلترومبوباغ هو دواء طور لعلاج حالات معينة تؤدي إلى قلة الصفيحات. الدواء ناهض لمستقبل الثرومبوبويتين (c-mpl أو TpoR)، وهو الهدف الفيسيولوجي لهرمون ثرومبوبويتين.
أكشف إلترومبوباغ نتيجة أبحاث بالتعاون بين غلاكسو سميث كلاين وليغاند الدوائية. الدواء حاصل على دواء يتيم في الولايات المتحدة والاتحاد الأوروبي.

## الأسماء التجارية
تنتجه شركة غلاكسو سميث كلاين وتسوقه في الولايات المتحدة تحت اسم تجاري هو Promacta وفي الاتحاد الأوروبي تحت اسم Revolade.

## الاستعمالات
- يستعمل في علاج قلة الصفيحات في المرضى المصابين بفرفرية قليلة الصفيحات مجهولة السبب المزمنة التي لا تستجيب للعلاج بالكورتيكوستيرويدات أو العلاج بالغلوبولين المناعي أو استئصال الطحال.[5]
  - وكذلك يوجد منه شراب معلق مرخص لنفس الاستعمال للأطفال الذين تجاوزت أعمارهم السنة.[6]
- علاج فقر الدم اللاتنسجي الذي لا ينجح معه تثبيط المناعة.[7][8]